# Camí de la Basseta
El Camí de la Basseta és un camí rural del terme municipal de Conca de Dalt, al Pallars Jussà, a l'antic terme d'Hortoneda de la Conca, en territori de l'antiga caseria dels Masos de la Coma.
Arrenca del Camí de les Escales a la Basseta, des d'on marxa cap al nord-est, passa per la Coma de les Ordigues, a llevant de la Canal de la Torreta, deixa la Torreta a llevant, passa a ponent del Tossal Negre, pel sud-oest del Roc dels Quatre Alcaldes, per l'extrem nord-est del Serrat de la Torreta, i arriba a la Basseta, on enllaça amb el Camí del Pi Sec i el Camí de Taús.